# サラリーマンNEOのコーナー一覧
サラリーマンNEOのコーナー一覧では、NHKのバラエティ番組『サラリーマンNEO』で放送されたコーナーについて述べる。

## コント
サラリーマンNEOの項目冒頭で示されている通り、放送時間の大部分を占めるのはコントである。コントはこれまで数多く放送されているが、その中から複数回放送されたもので代表的なものについて述べる。

### 単発企画時から放送されているコント
連続サラリーマン小説「がんばれ川上くん」
タイトルは「連続テレビ小説」をもじったもの。単発企画時から最も長く継続しているコント。並外れた妄想癖の持ち主である、中堅サラリーマン・川上健（沢村一樹）が会社内外で遭遇する不条理な出来事を描く。当初はサラリーマン生活でありそうな風景を描いていたが、Season1の後半以降は川上くんの変人ぶりが強調されるようになっている。川上くんは「サラリーマンと遊ぼう」にも登場した。クリスマススペシャルの「よく見る風景」では、中田有紀によって秒殺の憂き目にも。Season4以降は、川上君が不条理に村八分に追い込まれるようなシチュエーションが多くなっている。
コーナーテーマ曲は安全地帯の『ワインレッドの心』。
※このコーナー内で「ゴールデンなウィーク」という表現を使用した（NHKでは元々映画業界用語である「ゴールデンウィーク」を「宣伝になる」として通常使用しない。ニュース・報道番組であっても「大型連休」として紹介することが多い）。
サラリーマン語講座
NHK教育テレビの「各国語学講座」のパロディ。ビジネスのさまざまな局面で使用できる必須用語を面白おかしく紹介するコーナー。マギー扮する講師・吉田周助とアシスタントの原史奈が進行を務める。これまでに紹介された主なサラリーマン語は、「アナログな人間なので…」「同じことを考えてました」「何かあったら連絡下さい」「それ正しいよ」「ファーストプライオリティ」「いろいろな意味に受け取れますね」などがある。言う際の雰囲気だけで押し切る「難しいところですね」なども。紹介した用語を最後に出演者全員で復唱する場面では、吉田がだんだん用語を別の言葉に変えてしまう（「アナログな人間なので…」→「アナグラな人間なので…」→「穴ぐらに住んでいるので…」、「ファースト・プライオリティ」→「ファースト・クロマティ」→「四番、ファースト、クロマティ!!」、「俺、兵隊だから」→「俺、屁こいたから」→「俺、屁こいてないから!!」、「ASAP」→「ボブ・サップ」→「チェ・ホンマン」等）。コーナーの最後に、毎回吉田がアシスタントを口説くのだが、その日紹介したサラリーマン語であしらわれるのがお約束となっている。2004年の単発企画時は白井晃が講師、ゆりんがアシスタントであった。
Season4では放送されなかった。
会社の王国
かつて放送されたドキュメンタリー「野生の王国」（毎日放送）のパロディ。プレゼンや面接などにおけるサラリーマンの行動を、生物観察の視点で紹介する。タイトルは『野生の王国』を模し、テーマ曲は映画『野生のエルザ』の主題曲（ジョン・バリー作曲）が使われる。サラリーマン生態学の権威として、生瀬勝久演じる寧応大学教授・丸の内豊なる人物が解説を、マギー演じる鏑木作一郎（2005年、Season1・2）・時任三郎（トキニンサブロウ/2004年）なる人物が実況をそれぞれ務める。放送席の会話は観察される側には聞こえない（という設定で進行している）が、丸の内の無茶振りがきっかけで、途中からアドリブコントになることも多い。
「いまどきの若者のメンセツ」編で登場した「昭和の生き残り型」の若者、西條浩一（山西惇）は、Season3の「就活一直線」、Season4の「帰ってきた就活一直線」のコントの主人公として登場した。
Season4以降はしばらく放送がなかったが、Season6で新作が放送された。実況は有働由美子（NHKアナウンサー）が務めた。
企業戦士 社内スタントマン／帰ってきた社内スタントマン
単発企画時からのコーナー。社内のみんなが気にしているが、実行できない・口にできないことを社内スタントマン（生瀬勝久）が実行に移す。ちなみに、社内スタントマンが着用しているネクタイは、「危険防止」のために極端に短くなっている。Season2では「帰ってきた社内スタントマン」になった。Season3の「2008夏スペシャル」では「名作コントの復活」として新作が放送された。また、社内スタントマンに頼みごとをするのは部長（山西惇）と部下（原史奈）の二人組だが、「2008夏スペシャル」では中田有紀が部下を演じた。
Season4では放送されなかった。
NEO EXPRESS
サラリーマンに関する事象をニュースにしたニュースショーのコント。本来のニュースと誤解されないように、セット内に「This is a COMEDY program」（これはコメディ番組です。）と表示されている（コーナーの最後には改めてテロップで表示）。メインキャスターは報道男（むくい・みちお、生瀬勝久）と、中山ネオミ（中田有紀）。最後に報が中山に何らかの誘いの言葉をかけるが、中山が報に冷たい一言を浴びせて終わるのが恒例となっている。
番組の放送時間等に関する告知もこのコーナーの役割であり、各シーズンの放送開始・終了とSeason 1のワールドカップ中の休止の告知は当コーナーが担当した。
Season 1最終回では、報が番組を卒業することを中山から一方的に告げられ、うろたえる報が中山から花束を押し付けられるように渡されスタジオを後にするという場面で終了した。しかし、報の後任キャスターが心労で降板したということで、Season 2の1回目で報が復帰している。
Season 2 年の瀬スペシャルで、初めて本当のニュース（国際エミー賞ノミネート）を扱った。
Season5・9月9日（関西のみ10日深夜）の回では「報が夏休みをとる」ということで、代わりに深水元基が「浅水元基」として代役出演するという件があったが、浅水は一言もコメントせず、中山が激怒するという件があった。
2012年のサラリーマンNEO GOLDでは特別ゲストの立川志の輔に対して「レギュラー放送が終了した事を番組を代表して番組の皆さんに謝ってください」と中山が強要したが、立川本人が躊躇したのに対して報が「この人（中山）に逆らう事は出来ないのでお願いします」と言われる一幕があった。他にコントで初のスポーツニュース（本家NHKのサンデースポーツのようなもの）を放送したが、岸山舞（原史奈）のスカートの丈の短さに中山が散々クレームを言っていた。

### Season 1から継続して放送されているコント
テレビサラリーマン体操
NHKで放送中のテレビ体操のパロディ。これまで実際にテレビ体操で使用されているセットをそのまま使用している。ビジネスの様々な場面で使う動作を健康的なものにする体操。サラリーマン工学に基づいて開発されたとの説明。コンドルズは基本的にこのコーナーのみに出演する。コンドルズの主宰近藤良平が指導・解説し、ピアノ伴奏は石渕聡が担当。石渕は紹介の場面で毎回奇妙なポーズを取る。: 体操は山本光二郎、藤田善宏、鎌倉道彦の3人が行うが、Season 3以降は3人に女性出演者（Season3・4はレギュラー出演者、Season 5・6はスポーツ選手を中心としたゲスト）を加えた4人以上で体操を行っている。
これまでレギュラー放送のほかに、年末スペシャル時に2回放送されている。レギュラー放送の第7回まではSeason 1、第12回まではSeason 2、第17回まではSeason 3、第23回まではSeason 4、第29回まではSeason 5で、以後はSeason 6で放送されている。
2010年6月にはNHKとYahoo! Japanとのコラボレーション企画「ニッポン応援TV」で番組内未放送のオリジナルの体操を披露している（コンドルズのみ出演）。
- レギュラー放送時

1. あいさつの運動
2. 出世に役立つ運動
  - この回と第6回は本物の「みんなの体操」の動きを取り入れている。

3. 会議中に役立つ運動
  - この回と第4回は山本・鎌倉の代わりに古賀剛・オクダサトシが出演。

4. 営業マン必見の営業に役立つ運動
5. 通勤電車のつり革を使った運動
6. スーパーサラリーマンになれる体操
7. キレのあるサラリーマンになるための運動
  - カンフーやバレエの動きを取り入れている。

8. 社内恋愛に役立つ体操
9. 初めての海外出張に役に立つ体操
  - 振り付けには日本の文化や谷啓のギャグ「ガチョ〜ン」などを取り入れている。

10. サラリーマン一週間体操
  - 月曜日・水〜木曜日・金曜日の3パターンに分け、違う運動を披露した。なお、火曜日の体操は「サラリーマンNEOの放送があるため、体操なんてしないでさっさと帰りましょう」とのこと。

11. 残業に役立つ体操
  - 久々に椅子を使った体操が登場。また、「あのキャンプに入隊」ということで、ビリーズブートキャンプの動作が用いられている。

12. 宴会の体操
  - 春に1回出てきたマツムシの鳴きまねの動作が再び登場する。Winter Xmas Specialでの忘年会の体操と内容が全く異なる。

13. フレッシュな新入社員になる体操
  - コンドルズの3名に中越典子を加えた4名で披露（この回以後、女性レギュラーメンバーのうちの1人が毎回登場してくるがその第1号である）。終盤ではプロレスで行われる動作が登場する。コンドルズと中越との共演は器械体操部出身の中越自身の希望によるものとのこと。

14. 五月病に打ち勝つ体操
  - 奥田恵梨華を加えた4名で披露。前半では再びプロレスで行われる動作が登場するが、「プロレスネタが多くても気にしない」とわざわざコメントしている。後半では様々なストリートダンスを取り入れた動きが登場。

15. エコかっこいいサラリーマンになるための体操
  - 中田有紀を加えた4名で披露。後半では開催直前だった北海道洞爺湖サミットの主要8カ国を体操で紹介した。

16. バランスのよいサラリーマンになる体操
  - 金子さやかを加えた4名で披露。「花が咲くでしょう」とCMソング「日立の樹」のフレーズが登場する。

17. 危機管理のできるサラリーマンになる体操
  - いとうあいこを加えた4名で披露。サラリーマンの危機に備えるための体操。土下座ではいとうあいこが激しい動作を行う。

18. 会社で生き残るための体操
  - 原史奈を加えた4名で披露。指導役の近藤も途中「ボスキャラ」として演技に登場している。この回以降はコンドルズ全員が金髪で登場し、「舞台公演の関係で金髪になっています」の注釈がテロップで表示されている。

19. 時間活用を身につける体操
  - 奥田を加えた4名で披露。「エレベーター内でできる体操」では「『あるある』には個人差があります」とのテロップが表示される。

20. 仕切りの達人になる体操
  - 中越を加えた4名で披露。

21. お昼休みにできる体操
  - 堀内を加えた4名で披露。アーティスティックスイミングを模した内容になっていた。

22. 転勤に役立つ体操
  - 中田を加えた4名で披露。この回から舞台公演が終わったので近藤は黒髪に戻しているが、他のメンバーはどうするか悩んでいるという事で髪型はそのままである旨がテロップで表示された。

23. 朝型サラリーマンになる体操
  - 金子を加えた4名で披露。近藤以外の演者の髪型は「気に入った」という事でそのままになっていた。

24. すべらないサラリーマンになるための体操
  - 大林素子（元バレーボール日本女子代表）を加えた4名で披露。大林にちなんで、バレーボールに絡めた動きが取り入れられた。なお、コンドルズの髪型は全員元に戻っていた。

25. 限界を超えるサラリーマンになる体操
  - 廣田遥（トランポリンオリンピック日本代表）を加えた4名で披露。

26. 息の長いサラリーマンになる体操
  - 千葉真子（マラソンアトランタオリンピック日本代表・世界陸上銅メダリスト）を加えた4名で披露。

27. 世界に通用するサラリーマンになる体操
  - 川上直子（元サッカー日本女子代表）を加えた4名で披露。2010 FIFAワールドカップを意識し、サッカーに関する動きが多用された。

28. 荒波を乗り越えるサラリーマン体操
  - 田中雅美（シドニーオリンピック水泳メドレーリレー銅メダリスト）を加えた4名で披露。

29. スピード感のあるサラリーマン体操
  - 四元奈生美（卓球選手）を加えた4名で披露。卓球のラリーを意識した動きが用いられた。

30. テレビ体操（サラリーマンVer.）
  - NHKで放送されているテレビ体操の岡本美佳が指導に、大橋美加・金子梨沙・押味愛里沙がアシスタントに加わり、指導2名、アシスタント（演技）6名で行われた。近藤と岡本は終盤で演技にも加わっている。

31. 営業ノウハウを身につける体操
  - 片岡安祐美（茨城ゴールデンゴールズ）を加えた4名で披露。

32. 出世術を身につける体操
  - 勅使川原郁恵（ショートトラックスピードスケートトリノオリンピック日本代表）を加えた4名で披露。

33. コミュニケーション力を養う体操
  - 青木愛（アーティスティックスイミング2008年北京オリンピック日本代表）を加えた4名で披露。

34. フットワークの軽いサラリーマンになる体操
  - 陣内貴美子（バドミントンバルセロナオリンピック日本代表）を加えた4名で披露。

- 年末スペシャル版

1. 目覚めをよくする体操、チームワークを高める体操、忘年会に役立つ体操
  - Winter Xmas Specialで放送。成田空港飛行機格納庫で、全日空の現役社員とともに行った。ちなみに、この際には企業広告をしないというNHKの方針から、全日空やANAと言う言葉は、エンドロールのクレジットも含め、一切出て来ないが、収録は同社の格納庫にある、ロゴが入ったジャンボジェット機の前で行われており、エンディングの「……ええねん」にも同社の社員が多数登場するなど、撮影に全面協力した全日空側への配慮もなされている。

2. あいさつ運動のおさらい、年末の大掃除でシェイプアップ、紅白を10倍楽しくする体操
  - 年の瀬スペシャルで放送。コンドルズの3名に奥田・原・中田を加えた6名で体操を披露した。

なお、運動の中には危険が伴うものが含まれている場合があるので、実際に体操をする際には注意が必要である。近藤は2007年10月8日に「視点・論点」に出演し「超振り付け学の現在」と題した講義を行うなかで、「健康には役立たないので、くれぐれも鵜呑みして真似しないように」と語っていた。
サラリーマンNyao
放送の尺を合わせるために出演者の1人または数人が一言だけ話すもので、その一言に被せて公式サイトへのアクセス方法を載せる。他のコントでの役柄を引き継いで登場するケースも少なくない。
コントを読む
NHKの解説委員風の男・沢山三樹（沢村一樹）が直前のコントについてNHKのニュース解説そのままに分析を行う。NHKの番組『あすを読む』（現在の『時論公論』に相当）のパロディ。なお、セットはNEO EXPRESSのものと同じ。イラストが描かれた「パターン」も、NHKの他の報道番組で使用されるものと同じテイストである。オープニングについては、画面は「あすを読む」とほぼ同じデザイン、曲は『あすを読む』に似たものを作っているが、エンディング曲は「あすを読む」のものをそのまま流用。直前のコントはあえて受けが悪いように作り、このコーナーで自嘲的に批判する。Season3 勤労感謝スペシャルでは過去の収録や企画を振り返った映像が織り込まれ、ここでセクスィー部長の（後ろ姿でお尻を振る）登場BGMの選択に迷走があったことが沢村自身によって語られた。
「劇場版」の特報動画（トレイラー）でも本コーナーがモチーフに用いられている。
よく見る風景
サディスティックなポーカーフェイスを持つ中田有紀のキャラクターを最大限に発揮したコント。中田が空港のグランドホステス役、シティホテルのフロント受付役、宝石店の店員役に扮し、客（田口浩正）に対し、あからさまな舌打ちやため息などを交えた、冷たく高慢な態度で対応する。当然のごとくキレる客に対し、挙句の果てには笛を鳴らし、客が警備員（ONEOR8平野）に羽交い絞めにされ、無理矢理連れ出されるのが恒例。他に川上健（沢村一樹）も来店し、自信満々のイケメンぶりで中田を口説いたが、やはりすぐに連れ出された。
大いなる新人
大学を出たばかりの新入社員で22歳にもかかわらず、どうみても部長クラスにしか見えない老けた風貌を持ち、その風貌を利用して、時として尊大な態度をとりながらも妙に周囲に気に入られていく早川辰夫（平泉成）と、それに振り回され、困惑する部長（生瀬）、研修講師（中山祐一朗）の様子が描かれる。Season3の「2008夏スペシャル」では「名作コントの復活」の一つとして新作が放送された。
やぎ座 O型
テレビや雑誌の星座占いに一喜一憂する中越典子（実際に「やぎ座・O型」である）の一人芝居。Season1後半からは一人芝居でなくなり、勘違い振りが強調されている。BGMは森川由加里『SHOW ME』、小田和正『ラブ・ストーリーは突然に』、稲垣潤一『ドラマティック・レイン』など。
2005年の特番では須藤理彩の一人芝居「Single」を放送。
田中と中田
会社の先輩・後輩である田中（田口浩正）と中田（中山祐一朗）の外回りなどの様子を描く。中田が食欲を抑えきれずその場にある食べ物（赤の他人の弁当など）を無断で食べ始め、田中は慌ててやめさせようとするものの結局は一緒になって食べてしまう。
柏木健作〜挑戦の軌跡
世界大手企業を相手に精力的に仕事に励む、「いつもあらゆる事へのチャレンジを忘れない」デキる部長・柏木健作（山西惇）が、人目がなくなるのを確認して奇行に走る。コーナーオープニングは「アサヒ・スーパードライ」テレビCMのパロディで、コーナーテーマ曲もCMでかつて用いられた柳ジョージの『バーニング』を用いている。

### Season 1のみで放送されたコント
Re:（DVD未収録）
平凡な社員、大河内透・35歳（田口浩正）の元に、得意先の美人広報「むらたかほり」 から1通のメールが来たことをきっかけに、大河内のかつてない葛藤が幕を開ける（全20回、Season1では唯一毎週放送された）。タイトル、演出は海外ドラマ『ER緊急救命室』『24 -TWENTY FOUR-』のパロディである。各回のサブタイトル右下にて、全20話であることが明記されていた。
コント中に大河内のパソコンの画面が映し出されるが、そのメールボックスには他のコントで登場した人物から届いたメールが入っている。（「よく見る風景」のシティホテルでシャツをクリーニングに出しそれを忘れたことを伝えるメールなど。）
BGMはELLEGARDENの『Space Sonic』『Mr.Feather』。
クリスマススペシャルは、5年前に大河内が彼女（南野陽子）と別れるという場面のコントから始まる。
部長の親
夜遅くに部下・皆川勇太郎（入江雅人）宅を訪問する部長・三条一郎（いーちゃん：田中要次）とその過保護な資産家の両親（父・三五郎：生瀬、母：野川由美子）。訪問の理由は、その日の会社での一郎への対応に関する些細なことへのクレームであり、解決策として理不尽な要求を皆川へ押し付ける。要求は回を重ねるごとにエスカレートし、一郎が皆川の彼女に恋をしていることが明らかになると一郎の恋愛に関する無理難題を押し付け、皆川と皆川の彼女・島谷マリコ（まりっぺ：奥田恵梨華）を別れさせようと執拗に嫌がらせを行う。最後には部長一家の言いなりになっている皆川の不甲斐なさに、まりっぺが怒って部屋を飛び出していってしまうというオチが多い。Season3の「2008夏スペシャル」で、最終回から2年後の様子が放送された。
キャリアアドバイザー
生瀬らがキャリアアドバイザーに扮し、相談に来る客（田口、他）に無茶な要求をする、というのが大まかな筋。2006年4月以降の放送では、宝田明扮する警備員が客として登場し、逆に生瀬らを翻弄している。
父 VS 娘
玄関先で父（マギー）と娘（奥田）が朝帰り等々を理由に口喧嘩をする様子を描く。
派遣えりかのらくがきタイム
会社の予定表にイタズラ書きをして楽しむ奥田の一人芝居。「たまには休みなさい！」といった、メッセージ性を持たせたものとも思える落書きもある。
お留守番犬
中越、原、奥田扮する3人のOLが、中越の自宅で留守番をしている飼い犬（田中）を、携帯電話の動画機能を通じてウオッチする。犬のくせに寿司を頼む贅沢なペットである。
サラリーマンポエム
視聴者から寄せられたサラリーマンの日常の感じたことを詩の形式で紹介。朗読は中田有紀。
サラリーマンと遊ぼう
タイトルは『おかあさんといっしょ』からのパロディだが、内容はサラリーマンと幼稚園児に扮した出演者のお遊戯的なもの。川上くんが幼稚園児にからかわれて逆上する様が描かれていた。

### Season 2から放送されているコント
セクスィー部長
沢村一樹が演じる「セクスィー部長」こと色香恋次郎（いろか・こいじろう）が主役のコント。その名の通り、「男の色香」とも言うべき強力なオーラ（フェロモンとみられる）と甘い言葉で次々と女性たちを魅了し、取引先とのトラブル・敵対的買収など、あらゆる問題を解決していく。「ビジネスと色恋は一緒になさらぬよう！」という決め台詞を残してセクスィー部長が帰っていくと、清掃員の八十田勇一がアドリブで一言ぼやくのが定番。"sexy"の日本語読みとして一般的な「セクシー」ではなく、より英語に近い「セクスィー」と発音するのがポイント。敵役はほぼ日本語読みするため、部下などが発音の違いを指摘する。
女性を魅了する他にも、鍵を紛失した引き出しを開ける・枯れた花を蘇らせるなどの奇跡的な能力を発揮する。
敵役の女性は毎回異なり、Season2の初回で放映された第1話ではSeason2から参加した南野が、第2話では普段男性を冷たくあしらう役が多い中田までがセクスィー部長の虜となっていた。第3話は宮崎美子が敵役となって以後は毎回女性ゲストを迎えている。第5話では黒谷友香演じるカリスマモデルに「大したことない」、また第6話では賀来千香子演じる社長にも「それがどうかした？」などと一蹴されるが、最終的には見事に篭絡してみせた。特に第6話では白熱した「オーラの闘い」が描かれた。
2008年12月27日の「年の瀬スペシャル」では、「Beginning」 として、色香がセクスィー部長となる原点となった出来事の回想シーンが描かれた。中学時代、ビニールを学生服の上に纏い続ける色香をかねてから不思議に思っていた当時の担任・直子（吉瀬美智子）が理由を尋ねると「変な匂いがすると周りから言われる」と答えたことから、匂いを確かめようと無理にビニールを脱がしてしまい、逆にオーラの虜にされてしまいそうになった。これを受けて直子が「今日からその匂いを武器にしなさい。あなたは『セクスィー』に生きていきなさい」と色香を諭したことが原点となったとされている。
Season2の最終回で「旅に出る」と述べたとおり、Season3では全国の支店や事業所に突然現れて難題を解決する設定となっている。締めのぼやき役で登場する八十田（田中要次が演じることもあり）も様々な役柄で出演している。
Season3の最終回（第17話）では、役員会の緊急動議でセクスィー部長をセクハラで訴える黛部長（とよた真帆）に色香が通じず窮地に陥るが、そこへ社内でも伝説の人物とされるセクスィー常務（草刈正雄）が登場。部長以上の力を見せ、セクスィー部長の窮地を救った。
season5は「伝承編」としてナカムラ君（中村靖日）が「セクスィー部長補佐」として登場しているほか、それまでの1回に1人のライバルが現れる形から、初対面で敗れた最大の敵（小池栄子）に対峙するために改めて「自分のセクスィーはどうあるべきか」を見つめ直すストーリーとなっている。また、恋次郎はナカムラ君を呼ぶたびに苗字を間違えて言っている。
恋次郎という名前であるが、実際は三男だと告白している。
テーマ曲はDragon Ash featuring SHINJI TAKEDA『El Alma』、セクスィー部長が口説くシーンで流れるBGMはゲイリー・ムーア『パリの散歩道』。ちなみにセクスィー常務のテーマ曲はクイーンの『I Was Born To Love You』、セクスィー常務が口説くシーンではゲイリー・ムーアの「The Loner」が流れる。
沢村が「紅白応援隊」として出演した2008年の紅白歌合戦では曲紹介の際に恋次郎のキャラで登場、坂本冬美や吉岡聖恵（いきものがかり）などのスタジオにいた女性陣を次々に虜にしていくが、司会の仲間由紀恵だけは最後まで屈しなかった。
また、SMAP×SMAP（フジテレビ系）内のコーナー「BISTRO SMAP」に沢村が出演した際（2009年2月9日放送分）に「おいしいリアクション」で香取慎吾が恋次郎のコスプレで登場、コラボが実現した。
Mr.Takarada Theater
タイトルの通り、宝田扮する社長が主役のコント。主な内容は、不祥事の謝罪会見での不用意な発言で新たに苦情が舞い込む、証人喚問で刑事訴追の恐れがあるため質問を拒否したり、答えるかと思ったら「全く記憶にございません」と答えたりなど世相を皮肉ったものになっている。
重役会議
会議や接待の席での、社長（生瀬）、副社長（入江）、常務（山西）、専務（八十田）の様子を描くコント。会議資料を配付するOLや接待先の「先生」がいなくなって4人だけになると、なぜか4人ともヤンキー口調に豹変し、本音を暴露してしまう。
Season3「三谷幸喜スペシャル」では4人に加えて社長の後輩の顧問弁護士・遠浅浜三郎（三谷幸喜）が参加。
BGMは横浜銀蝿『ツッパリHigh School Rock'n Roll (登校編)』。
Season4では放送されなかった。
サラリーマン百景
会社内外での何気ない会話（上司と部下、営業マンと取引先の部長、など）から始まるショートコント。オープニングで放送されることが多い。
Season4では放送されなかったが、Season5で復活した。
つぶやき次長
タイトルは「つぶやきシロー」にかけているとみられる。トイレ内の手洗い場など（カメラの前）で次長(生瀬)がひとことつぶやく。一日だけ3話のみのショートコントでSeason3と4では放送されなかったが、2010年にツイッター（つぶやきの意）が流行したためかSeason5で復活した。復活後は、次長に関係があると思われる人間が話題を振り、それに対し独りになったところで次長がつぶやく。オープニングで放送されることが多い。

### Season 2のみで放送されたコント
大河内透の恋愛ブログ
Season1の「Re:」の続編で、5年後の設定。大河内透・40歳（田口）の元に新しい派遣社員の小島まりえ（いとうあいこ）がやって来たことで、再び大河内透が恋に落ちる。大河内は「大河内透の何もない日常」というブログを書いていたが、まりえと出会ったことでブログの題を「40LOVE〜大河内透の恋愛ブログ」に変え、想いを寄せるまりえとの進展具合を日々つづっていく。編集されたブログの内容は番組の放送終了と同時にホームページ上でも見られる。
なので…
プロジェクトの前夜になって大きなミスを犯したことがわかってしまう山崎（入江）。周囲の人間は山崎のミスを挽回すべく必死にフォローするが、当の本人である山崎は博多弁でとんでもない言い訳をして周囲の人間を残して先に帰ろうとする。
angel A
原史奈演じるアンジェラ・アキ似の女性派遣社員が主役のコント。怒りが頂点に達すると突如として会社内にグランドピアノが現れ、伊達眼鏡・Tシャツにジーンズ姿（アンジェラ・アキの定番スタイル）になってピアノの弾き語り（実際には当て振りであるが）でアンジェラ・アキの曲（「This Love」「孤独のカケラ」）を歌い始める。仕事ぶりが優秀であるにもかかわらず、派遣社員であるというだけで正社員に手柄を横取りされる、男に利用される等の理不尽な扱いを受けるなど、女性派遣社員の悲哀を描いたコントである。
原が演じる主人公の名前は、安藤、安城など放送回によって微妙に異なるが、いずれも「アンジェラ」を連想させやすいものになっている。
苦情審査部 災川秀子
会社内の「苦情審査部」に属する災川秀子（南野）が、部長や社員に対して会社内から寄せられた苦情（内部告発）を本人に告げるコント。最後に「苦情陳情こちらへどうじょ」とのダジャレで締めるのがお約束。
ある日の西山家（2回）
西山家のパパ（山西）が娘の相手をして遊びながら、リストラされた（と思われる）自分の身の上を嘆くショートコント。一瞬だけママ（中田）が「子供に変なこと教えないでよ!」など叱るシーンがある。
美しき食卓
日本人とイタリア系フランス人のハーフのエリカ（中越典子）が、彼氏の吉川正則（山西惇）を自宅に紹介し、父のパトリック（生瀬勝久）、母の房江（宮崎美子）、エリカの弟のスティーヴン・平良（入江雅人）、妹のパメラ・スーザン・久美子（奥田恵梨華）ら家族と食卓を囲む。日本の文化と外国の文化の違いがエッセンスとなっている。
なお、スティーヴン・平良は「会社の王国」のコント（「いまどきの若者のメンセツ」編）にも登場。
イヤな空気
オフィスの休憩室での雑談を舞台にしたコント。メンバーの一人が空気を読めない発言を繰り返す度に場の空気が澱む様子を描く。Season1の末期に一度企画され収録されたが「空気の淀む様子がうまく表現できなかった」ためにお蔵入りになり（「コントを読む」で解説）、Season2で再構成して放送された。お蔵入りになったものはDVD「Season1 Vol.3」で見ることができる。
社内カウンセラー
悩み事を相談する社員と、それに応対する社内カウンセラー・坪内省三（生瀬）と助手（原）のやり取りを描くコント。助手の原が看護師の姿で相談者を惑わす。BGMはオフコース『言葉にできない』。

### Season 3から放送されているコント
就活一直線/帰ってきた就活一直線
マスメディア志望で、大学在学中から卒業後にかけても就職活動を継続しているネオ山工業大学柔道部の先輩・西條浩一（山西）とそれに同行する後輩・菊地ヒロシ（田口）のコント。体育会系の一本槍な性格の西條をフォローに回る菊地にばかり就職のオファーがかかる。なお、ここで歌われる「ネオ山工業大学校歌」の歌詞は内村宏幸が中退した神奈川大学の校歌の後半部分と似ている。
Season4は「帰ってきた就活一直線」として放送され、話数はSeason2-xとカウントされている。西條に続いて菊地も就職活動を開始したという設定で、さらに菊地には彼女・竹下美奈代（いとう）ができ、就職の内定数と恋愛ともに西條は遅れをとってしまっている。最後に二人でネオ山工業大学校歌を歌おうとするが、菊地は美奈代に強制的に連れ去られていってしまい、西條が一人寂しく歌う羽目に（2人で最後まで歌う場合、菊地は連れ去られ西條は取り残される回と、菊地が連れ去られない回の2通りある）。Season2-5（帰ってきた〜の最終回）では西條・菊地共に内定を得るが、西條は「就職活動とは何かということを考え続けていたが、その答えを来年の就職活動で見つけたい」という主旨の理由で内定を辞退し、菊地にも内定を辞退させた。
ジャン
必ず語尾に「じゃん」を付ける課長（通称・ジャン、生瀬）は、部下の山崎（八十田）、中川（深水）、佐久間（中越）、竹内（奥田）に仲間外れにされた（ジャン抜きでカラオケに行った、ジャンの40歳の誕生日（5月4日）を忘れて祝おうともせずに先に帰ろうとしたなど）ことに対し、ネチネチと嫌味を言う。ジャンの嫌味を聞いた部下はやり過ごすためにひたすら謝罪し、以後気をつけようと誓うのだが、内心ではジャンを嫌っているために結局守れず、ジャンが「デジャビュじゃん!」と叫ぶのが落ち。
スケバン欧愛留
OLに理不尽な雑用（コピー機の紙づまりをそのままにする、コーヒーを入れさせたのに一口飲んだだけなど）を押し付ける男性社員に対し、薄暗いロッカールームでヤキを入れるスケバンOLグループ・欧愛留（オーエル）夜叉のOL3人（中田・原・奥田）を描く。基本的には男性社員が押し付けた雑用の内容が変わるだけであり、基本的には以下の流れで進行する。
ターゲットの男性社員に名を尋ねられると、「欧愛留夜叉」という金色の刺繍を入れた裏地を3人揃って見せるのが決めポーズとなっている。男性社員がロッカー前を通りかかると、原と奥田に急に連れ込まれて詰問される。男性がシラを切るため2人の苛立ちが高まると、おもむろに総長（中田）が飴を舐めながら登場。「欧愛留夜叉」の決めポーズを決めた後で詰問が再開されるが、なおも男性社員はシラを切り続ける。業を煮やした総長が無言で金属製のロッカーをパンチ。すると金属製のロッカーに拳がめり込み、その様を目の当たりにした男性社員は急に恐怖におののき、平謝りする。部長（山西。2008年6月29日放送の第3回のみ深水演じる男性社員）の接近を察知した欧愛留夜叉は「世露四苦（よろしく）」の決めポーズを決めた後で、やってきた部長に軽く挨拶して退散。変形したロッカーを怪しみつつ、部長が声をかけその場を後にすると、男性社員が「欧愛留夜叉、恐ろしい」という内容の言葉を呟いてコントは終わる。
タイトルロゴはかつてのテレビドラマ「スケバン刑事II 少女鉄仮面伝説」のタイトルに似たデザインとなっており、BGMも同番組と同じ物を使用している。タイトルロゴのSEにはバイクのエンジン音やクラクション音を取り入れている。これらの音源の流れる順番及び長さは各話でほとんど同じになっている。
欧愛留夜叉の3人は「全国欧愛留連合」に所属している。総長の名字は矢部、2人の子分の名前はルイ子（奥田）とミサキ（原）である。
Season3で主に放送されたが、Season6では過去の名作コントとして新作がつくられたほか『セクスィー部長 Memories』のコントでは学生時代の3人が登場し、色香恋次郎と対峙した。

### Season 3のみで放送されたコント
喫茶80's（DVD未収録）
1980年代のバブル景気の時代に流行した音楽の流れる喫茶店を舞台にしたコント。一見の客の後ろで、マスター（生瀬）と常連客がBGMのサビの部分で突然踊り出す。
放送された曲はマイケル・ジャクソン『スリラー』、ホール&オーツ『プライベートアイズ』、レイ・パーカーJr.『ゴーストバスターズ』、バナナラマ『ヴィーナス』。
雨の降る夜に
どうしてもサラリーマンになりたい青年（池田）と青年が師と仰ぐサラリーマンの村田（生瀬）。帰宅した村田を待ち受けていた青年が、土砂降りの雨の中大声を張り上げて村田に「サラリーマンになりたいので弟子にしてほしい」と願い出る。
BGMはノクターナル・ライツ『Tell Me』。
なめてるよな
薄毛の先輩（生瀬）とおかっぱ頭の後輩（田口）のオープンカフェでのシュールな会話を描いたコント。
家族百景
サラリーマンの夫（沢村）とその妻（吉瀬）の家庭内での会話によるショートコント。全て「外で済ませてきた」「今日も遅くなる」と口癖の様に答える夫に対して妻が冷たく切り返す。オープニングで放送されることが多い。
大河内透のウエディングベルが聴こえる
「Re:」シリーズの第3弾。42歳になった大河内透（田口）が結婚相談所の芹沢桃子（宮崎）から紹介された女性とお見合いを行う。大河内は会ってすぐにお見合い相手に気に入られるのだが…
つぶれる理由
会社内の席替えなどではしゃぐ同僚の様子を見て嘆く社員（生瀬）を描くコント。オープニングで放送される。
BGMは『オクラホマ・ミキサー』。
はじめての寿司
大将（生瀬）一人で切り盛りする寿司屋に訪れる客と大将のやりとりを描くコント。高級感溢れる店内で会計や味覚などに委縮している客に自身の寿司論を展開して「気楽にどうぞ」と諭す。しかし、その後に入ってきた雰囲気を無視した無茶な注文をする客にキレそうになりながらも最後まで必死でこらえている。
サラリーマンOLD
バーに集まった社員（奥田、金子、深水）が一人静かにカウンターでウイスキーをたしなむ部長（平泉）へ声をかけ、返ってきた死語のような一言（例：テクシー（＝徒歩で帰る））の真意を唯一理解する先輩社員（八十田）が慌ててフォローに入り部長を残して帰って行くという情景を描く。サントリーオールドのCMで使われた『夜がくる』 をBGMに、部長が返した一言の意味を説明するナレーションが入る。
厚姫
OLの佐賀和子（中越）と、学生時代の先輩の「厚姫」こと姫島厚美（堀内敬子）とのやりとりを描くコント。一人暮らしをする和子の家に突如押しかけては周囲を自分のペースに巻き込んでしまう厚美の傍若無人ぶりが描かれる。
タイトルは大河ドラマ「篤姫」のパロディ。コーナータイトルには「篤姫」のオープニングCGとほぼ同じものを用い、吉俣良作曲のテーマ曲も用いられている。
サラリーマンシンフォニー
NHKスペシャル「生命40億年はるかな旅」のパロディ。進行役の毛利田（もうりた、毛利衛のパロディ） がサラリーマンの生態をぎこちない様子（カメラの切り替えについていけない、言葉を噛むなど）で紹介する。テーマ曲はヨハン・シュトラウス2世の「春の声」。
変な感じの係長
カフェでの会食で、話題の当事者（八十田）へ本音をひた隠しにしたまま同僚や上司が会話するゆえ「変な感じ」の雰囲気になっているところに、効果音と共に機械的な動きをする係長（吉瀬）が傍らから現れて真相を露呈させる。周囲から問いを受けると妙な動きを続けたまま無機的に話し続けカフェを去ってゆく。BGMはハービー・ハンコックの"rock it"。
私の朝ごはん
女性（中越、原）が手軽に出来る朝食メニューを紹介する。一人芝居だが、視聴者を彼氏（または夫）に見立てて語りかける設定となっており、視聴者側の行動がテロップで表示される。逆バージョンとして、男性（深水元基）が手軽に出来るデザートを紹介する「俺のスイーツ」もある。

### Season 4から放送されているコント
白石夫妻シリーズ
白石夫妻（山西・麻生）が、倦怠期に入った夫婦の関係を回復しようと色々と行動に移す内容のコント。特に妻はその原因が「最近夜に何も無い」事だと考えており、その解決を試みようと夫や第三者が唖然とする中もなりふり構わず「仕事から帰ってきて夕食と風呂を済ませたら“すぐ”寝てしまいますし…」などと話しだす。妻の一言一言はあくまでも遠回しなのだが、夫は途中で堪りかね「ここで言わなくてもいいじゃないか！」と制止するが、妻は「ここで言わなきゃいつ言うのよ！」と逆ギレする。第三者はその様子を見てソッチの話と理解し気を遣いはじめる。一応、妻が思うように事が運ぶのだが…
様々なシチュエーションで行われるコントだがストーリーは一応地続きになっており、プランで散々揉めたヨーロッパ世界遺産旅行計画の次の回では「旅行先でも結局何も無かった」ことが妻の口から語られている。
サラリーマンNEOのコントにあっては珍しく下ネタをメインに取り上げているが、欲求不満を訴える女性・麻生の絶妙な演技と、NHKとしての自主規制を上手く生かした構成によって、卑猥さを笑いに転化することに成功している。本来は単発コントで企画されたものだったが、反響が大きかったためシリーズ化されたという。番組では語られなかったが少子化への警鐘という一面もあった。
天然日和 OL大橋29歳の肖像
「やぎ座 O型」から引き継がれた、中越の天然キャラを押し出したコント。29歳のOL・大橋（中越・当時実際に29歳）とその上司である課長（堀内）などが、天然キャラの大橋に振り回される様子を描く。最後に大橋の得た「教訓」がオチとなる。Season 3で放送された「厚姫」とは中越と堀内の巻き込む側と巻き込まれる側の関係が逆になっている。BGMはステレオ・ショーケースの楽曲。
営業マンの生きる道
ある会社に訪れた営業マン(入江)が、持参したオフィス用品の売込みを行う。営業マンは持ち込んだ商品を納入してもらおうと懸命にアピールするのだが、既存の物との差異がほとんどない為、説明を受ける社員は困惑し商談を切り上げようとするのだが、営業マンは制止して話を続けてゆく。しまいには営業マンはとにかく使って欲しいと商品を置いて立ち去ってしまい、残された社員が商品を手に持ったままオチとしてポツリとつぶやいて終了する。Season 6ではこのコントから派生した「博多よかばい食品物語」がスタートした。
サラリーマン歌舞伎
歌舞伎調の舞台でオフィスにありがちな出来事が進行していき、事あるごとに部長（生瀬）が見得を切ったり、合間に「○○や!」という掛け声（屋号を呼ぶ大向うのもじり）が飛ぶ（「名古屋! 名古屋!」「カシミヤ! カシミヤ!」など）。見得を切る際には、生瀬が浮世絵風にかなり寄り目になる。
ほしがり課長
何でも欲しがる課長（平泉）とその部下をはじめとする周囲の人間とのドタバタを描く。Season 4では単発で放送されたのみだが、Season 5以後も何度か放送されている。

### Season 4のみで放送されたコント
残された人
会社内にあるエレベーターで起こる様々な出来事を描くショートコント。オープニングで放送される。
NEOな夜
オープニングで放送される。アフターファイブ(全て「Bar NEO」と思われる場所)で起こる出来事を描くショートコント。前半は女性部下が上司（生瀬）と上手くやっているように見えるが、後半は無意識に上司を拒絶するような行動になる。その後堀江淳の「メモリーグラス」とともにその行動のスロー再生（省略されている時もある）の後に呆然とした顔の上司が映り「たまには、こんな夜もある」という字幕が重なりタイトルオープニングへ転回する。
セクスィー名作シリーズ
Season2・3の「セクスィー部長」の続編。基本的なプロットは従前通りだが、おばあちゃん（宮崎美子）が孫（石川樹）に聞かせる絵本の中の話となっており、設定も新入社員当時（バブル景気）や時代劇（大岡越前や様々な大河ドラマを組み合わせたパロディ）など、大きく変化している。最後にストーリーに対して孫がきつい突っ込みの言葉を入れ、その後おばあちゃんが「派遺村ものがたり」「ハゲタカ」を読もうとするのを孫が「それはいいや」と拒否するのがオチ（カットされているときもある）。
Season4-19「恋の兜」編は時代劇仕立てで、宮崎・生瀬以外のNEOのほぼ全ての役者が登場。また草刈正雄も「セクスィー師匠（実質的に上司）」として再登場し、慢心の色香を戒めた。また、孫役の石川も上様としてストーリーに参加した。
龍のように
仕事や自分の立場等で悩みを持つ男性社員2人が、通りかかった女性社員美沙（奥田）と共に男気のあふれる龍崎室長（生瀬）の元を訪ね、アドバイスを請うという内容。扉には「※気合なき者入るべからず」の掛札があり、部屋は黒を基調に暗く、虎皮の絨毯や龍の形に抜いたレリーフと「龍のように」と書かれた書が飾られるなど、一般のオフィスとはかけ離れた内装になっている。訪れた社員の悩みに龍崎が活を入れるようにアドバイスを授けるが、途中のたとえ話は若干根性論で的外れ。男性社員2人が感銘を受け退室した後、龍崎は3人が入ってきた時と同じ所作を始めるが、残った美沙が怪訝そうに所作について注意すると、そこだけは戸惑いながらも言う事に従う。
タイトルはゲーム「龍が如く」のパロディで、龍崎室長のキャラクターはゲームの主人公・桐生一馬をベースにしているという。番宣のBGMでは「見参！」のテーマ曲が使用された。
COST
アメリカのテレビドラマ「LOST」のパロディ。オープニング/エンディングのタイトル効果にLOSTに似せたものを使用。とある会社に勤める6人の男女（沢村・入江・田口・山西・原・金子）がある一室に閉じ込められ、VHSテープ「JINJI-BU」の再生映像の人物（野間口）より会社のコストの半減を命じられ対策会議を始めるのだが、長時間会議・二重発注などやっている事が結局節約になっていない。やがて、地下室に閉じ込められているメンバー自体が経費の無駄ではないかと考え始めるが…
Season 4のCOST最終話の直後の「コントを読む」では、企画持ち込み時はスタッフ全員が乗り気になり、意気揚々と収録に取り組み、ほんの少ししか映らない小物などの企業ロゴマークや、プリンタドライバのインストールCDのパスワードにLOST本編のハーリーが当選する宝くじの番号を使用するなど、随所にオマージュを取り入れてみたのだが、LOST自体を視聴している人が意外と少なく、出演者でも田口と山西以外は誰一人として見た事が無かった。結果イマイチ受けが悪く、企画がスタッフの勇み足で段々と道を「LOST」していき、最終的にはこのコント自体が番組にとっての「COST」であった事が語られた。ちなみにCOST出演の沢村は、スタッフからLOSTを見るように薦められたが結局見ず仕舞で収録を終え、見なかった理由を「だって長いんだもん」と吐露した（当時のLOSTはシーズン5、話数にして100近くあった）。
退職までにしたい5つのこと
映画「死ぬまでにしたい10のこと」のパロディ。顧客開拓ゼロのまま定年退職を間近に迎える冴えない33年勤務の課長補佐（平泉）が、手帳に書いた5つの願い事を選び出し退職までに実現させようとするが…。
実録 社宅の妻（おんな）たち
ヤクザ映画「極道の妻たち」のパロディ。社宅に引っ越してきたばかりの若妻（奥田）を旧来の居住者（麻生祐未、堀内、金子、宮崎）が呼び出し、不条理な難題や決まりごとを押し付けるが、終盤で若妻の近親者が古参居住者の近親者よりも社会的立場が上などであることが判明して動揺したり、古参居住者が不正を働いていた事などが発覚するというオチで締める。このコントに関しては「実録」のリアル感を増すため、社宅でのお困りごとやエピソードを番組ホームページで募集している。
きょうの経理
サブタイトルは「これぞプロの技 とっておき一工夫」。「きょうの料理」のパロディ。セットも同様のものを使用し、オープニング/エンディング共に冨田勲作曲の「今日の料理テーマ」（旧バージョン）を流用。宮崎台美子（宮崎）が司会を務め、講師の経理畑一筋30年、沖野恵五郎（八十田）と共に経理部で重宝される様々な工夫を紹介する。沖野が2回目の実演途中に宮崎台が一工夫のものにまつわる豆知識を披露し、それを知っているか訊くと沖野は「経理に特に必要の無い事ですから」と返答し一瞬気まずい雰囲気に。さらに宮崎台が柔和にまくし立てると沖野が無意識にダジャレを加えて返し 次回予告へ。コント仕立てではあるが一工夫は実用的であり、そのやり方と豆知識が番組ホームページで閲覧できる。
職場妖怪百選
オフィス内で不自然な現象（誰もお茶を淹れていないのに机に淹れ立ての湯呑みが置いてある、コピー機のトナーの減りが異様に早い等）が起こり、それに対し社員が集まってその現象への考察を始める。そのうち一人が「それって○○（妖怪の名前）の仕業じゃ…」というコメントから妖怪の習性を語り始め、現象が職場妖怪の仕業だとしてその場を強引に納めようとする。最後にイラストと田中真弓によるナレーションで妖怪の詳細が明かされる。
社用車
営業や配達に社用車 で出かける前林（生瀬）と、それに同行する女性社員とのやりとりを描く。密閉した移動中の車内での出来事の為、状況は時間が経過するほど緊迫し、前林が女性社員に翻弄されてゆく。
派遣エンジェル
「スケバン欧愛留」に続く、原・中田・奥田による3人組OLコント。アメリカのTVドラマ・映画『チャーリーズ・エンジェル』のパロディで、オープニングも奥から歩いてきた3人が決めポーズを取るなどそれらしく作られている。挿入曲の一部に映画版『チャーリーズ・エンジェル』の曲を使用。普段は派遣社員として働くマミ（原）、レイ（中田）、ユナ（奥田）が秘密裏に特命を受けトラブルを解決していく。主な任務は「極秘情報の入ったUSBメモリの奪取」なのだが、当初3人はUSBメモリがどのようなものか知らなかった（一応、奪取するメモリには大きく「USB」と書いてはある）。潜入捜査ではマミのみ少し感覚がずれた変装をしているが、終盤の格闘対決でマミが勝利して解決する。最後にオフィスで特命の反省をするが、いきなりストップモーションになり皆の動きが止まる。そこへ社員（八十田）が焦燥して（特命で解決されたと知らず）危機があったことを報告しにやってくるというオチで締める。ちなみに、エンジェル達の変装などの必要経費は全てエンジェル達の自腹という設定になっている。
早井くん
早とちりと思い込みでなんでも自分勝手に進行していく心配性の早井くん（中村）と同僚との会話で繰り広げられるコント。転職をしようかと相談しただけで勝手に送別会の段取りを進められたり、思っていることを全て正直に口に出してしまうなど、早井くんの行動に周囲が巻き込まれる様を描く。
OL川柳
サラリーマンNyaoの派生版で、OLの日常を綴った川柳を紹介。「社宅の妻たち」同様に、番組ホームページで視聴者からの川柳を募集している。
サラリーマン童話
サラリーマン社会（主にオフィス）にありがちなシチュエーションと既存の有名な童話を重ね合わせたコント。プロットは元になった童話におおむね準じているが、オリジナルの要素が含まれている。カッコ内は元になった童話。
1. 金の企画書 銀の企画書（金の斧）
2. 北風の部長 太陽の部長（北風と太陽）

### Season 5から放送されているコント
会議最前線
社内での会議にありがちなシチュエーションを描くコント。回りくどい発言が繰り返されたあげく、結論が出ないという典型的なぐだぐだの会議の様子が描かれる。
気になる会社
客観的に見れば明らかにおかしい（相手のメガネがずれている、名刺が異常に大きい、など）のに、それが取引先であるが故に突っ込みを入れられずにいるサラリーマンの様子を描く。

### Season 5のみで放送されたコント
会社の舵を取る者たち
危機的な状況にある会社の社長（生瀬）、常務（入江）、専務1（八十田）、専務2（山西→池田）と弁護士（麻生）の様子を描くコント。しかし弁護士以外は何もビジネス用語を知らない。
夜の連続テレビ小説「二人三脚」
NHK総合『連続テレビ小説』のパロディ。キャリアOL（堀内）と失業中の専業主夫（生瀬）の夫妻が、苦しい家計の中で生活していく様を描くショートドラマ。
ダンス・ダンス・ダンス
スーツを着た出演者がポール・ギルバートの「I Like Rock」に合わせて踊る姿をバックに視聴者からのお便りを紹介する。

### Season 6から放送されたコント
サラリーマン黙示録 シンジ
「賭博黙示録カイジ」のパロディ。借金のために不法行為を行う遠山シンジ（田口）の様子を描く。
博多よかばい食品物語
福岡から上京して博多弁丸出しで商品を売り込みに訪れながら、強引すぎていつも空回りに終わってしまう「博多よかばい食品」の営業マン・野宮（入江）と川西（田口）の奮闘振りを描く。
コーナーのテーマ曲はばってん荒川の「九州まつり唄」。なお、演じる入江と田口、若社長役の野間口はいずれも福岡県出身である。
NEOリクルートスクール / NEOビジネススクール / NEOシニアスクール
就職活動・転職活動のノウハウや処世術、小遣い運用法などを教えるビジネススクールのCMをモチーフとしたパロディ。
画面構成や登場人物（講師）の名前・雰囲気に至るまで東進ハイスクールのCMを模倣したものとなっている。
君子、46歳のメモ
麻生祐未演じる中年独身女性が良い雰囲気のバーで男と会話している時に、口説かれていると感じて、手帳のマル秘メモを見て好かれ様と努力する姿を演じた物。
背水の男たち
ビジネスの大勝負に出る菅原（生瀬）とその部下である馬場（池田）の様子を描く。
ギャル社長
ギャル風のファッションに身を包み、ギャルの論理でビジネスを進めるギャル社長（谷村美月）と、彼女に振り回される取引先の課長（生瀬）の様子を描く。
公式サイトでレギュラー出演者とされていない「ゲスト」が登場するコントでシリーズ化されたのはこれが初めて。
断れない女
部長（山西）に社内の書庫に呼び出されたOLの二階堂（堀内）。部長から遠回しながらも、会社の命運を握るために断るに断れない無理難題を押しつけられて困惑する二階堂の様子を描く。
テーマ曲はジークフリート・ベーレントの「Pasion Flamenco」。
NEO48
会社のマスコットとして「企業アイドル」の「NEO48」を結成した若手OL3人（原・奥田・金子）とベテランOL（宮崎）を描いたコント。
社内で新メンバーオーディションを行っていた際に聖子ちゃんカットで登場した先輩をどう追い出すか四苦八苦していたが、シャレのつもりで「ヘビーローテーション」を踊らせると、年齢を感じさせない完璧な振付を披露して加入が決定した。後にライバルの「NERA」を結成した同僚として中川（中田有紀）も登場、「ミスター」を披露した。
ここでの宮崎のダンスが話題を呼び、Twitterの検索ランキングでは「宮崎美子」が急上昇した。

## 企画もの
企画ものは放送中盤に組み込まれている。特定の企業を取材する情報番組の手法を取られたものが多く（その際、企業名はアナウンスこそされないもののテロップ表示や番組公式サイトで案内される）、コント仕立てのものが放送されるのは稀である。ロケーション収録も多く行われている（コントの収録は基本的にスタジオ収録）。また同時期に放送されたNHKの他番組の取材先を取り上げることがあり、企画もの取材が平行して行われていると思われる。
世界の社食から
『世界の車窓から』のパロディであり、世界中の社員食堂を紹介する。基本的に本社の社員食堂を紹介するが、東京支社や大規模事業所を取り上げることも多い。海外ロケも行われるが、この場合は特定の地域を数週連続で集中して放送するのが基本。
2004年の特番時に「となりの社員食堂」（突撃!隣の晩ごはんのパロディ）として資生堂の社員食堂が紹介されたのが始まり。2005年の特番以降は以下の企業の社員食堂を紹介している（第2回までは特番放送時、第11回まではSeason1、第19回まではSeason2、第29回まではSeason3、第38回まではSeason4、第45回まではSeason5、以降はSeason6で放送）。なお、特記なきものは本社の社員食堂を取材している。
なお、タニタの社員食堂を起点としたビジネス展開（書籍「体脂肪計タニタの社員食堂」の刊行、社員食堂レシピによる外食産業への進出）は本コーナーで自社の社員食堂を取り上げられたことがきっかけであるという。このことは2012年の特番「GOLD」でも「NEO EXPRESS」の話題の一つとして言及されている。
ナレーションはSeason1のみ田中真弓、それ以外の回は皆口裕子が担当。
1. Google（アメリカ・カリフォルニア州マウンテンビュー）
2. インテル（アメリカ・カリフォルニア州サンタクララ）
3. 松下電器産業（東京支社、東京都港区芝公園（品川））
4. ソフトバンク（東京都港区汐留）
5. 楽天（東京都港区六本木ヒルズ）
6. ハンスグローエ（ドイツの高級水栓金具メーカー、ドイツ・バーデン＝ヴュルテンベルク州シルタッハ(en:Schiltach)）
7. モンブラン（本社、ドイツ・ハンブルク）
8. ネスレ（スイス・ヴォー州ヴェヴェイ）
9. 伊藤忠商事（東京都港区青山）
10. KDDI（東京都千代田区飯田橋）
11. JR東日本（東京都新宿）
12. LG電子（平澤（ピョンテク）事業所、韓国・京畿道平沢市）
13. ポスコ（浦項（ポハン）製鉄所、韓国・慶尚北道浦項市）
14. ダノン（フランス・パリ）
15. カールスバーグ（デンマーク・コペンハーゲン）
16. バング&オルフセン（デンマーク・中央ユラン地域ストルーア(en:Struer)）
17. バンダイ（東京都台東区駒形（浅草））
18. 海瀾集団（中国のアパレルメーカー・江蘇省江陰）
19. 無錫尚徳太陽能電力（中国の太陽電池メーカー・無錫市）
20. ソニー（東京本社・東京都港区港南（品川））
21. ベネッセ（東京本部・東京都多摩市）
22. タタ・モーターズ（プネー工場、インド・マハーラーシュトラ州プネー）
23. インフォシス・テクノロジーズ（本社、インド・カルナータカ州バンガロール）
24. ICICI銀行（本社ビル、インド・マハーラーシュトラ州ムンバイ）
25. 琉球新報社（沖縄県那覇市）
26. キヤノン（東京都大田区下丸子）
27. タインコン縫製（ベトナムのアパレルメーカー・ホーチミン市）
28. カウチェ輸出品加工（ベトナムの加工食品メーカー・ホーチミン市）
29. ビビカ製菓（ベトナムの菓子メーカー・ドンナイ省ビエンホア）
30. タニタ（東京都板橋区前野町）
31. 花王（東京都中央区日本橋茅場町）
32. サンパウロFC（エスタジオ・ド・モルンビー内クラブオフィス、ブラジル・サンパウロ州サンパウロ市）
33. モエマ精製工場（ブラジルのバイオエタノール工場及びサトウキビ農場、サンパウロ州オリンジウバ）
34. カフェ・イグアス（ブラジルのコーヒーメーカー、パラナ州コルネリオ・プロコピオ）
35. そごう（横浜店、神奈川県横浜市西区高島）
36. ブーンロード（タイの飲料メーカー・バンコク）
37. アマリン出版（タイの大手出版社・バンコク）
38. タイ国際航空（サムットプラーカーン県バーンプリー郡・スワンナプーム国際空港そば）
39. 三菱商事（東京都千代田区丸の内）
40. カルピス（東京都渋谷区恵比寿南）
41. アスクル（東京都江東区辰巳）
42. 日本コカ・コーラ（東京都渋谷区渋谷）
43. 日本アイ・ビー・エム（東京都中央区日本橋箱崎町）
44. リクルート（丸の内オフィス、東京都千代田区丸の内グラントウキョウ）
45. ワコール（京都府京都市南区）
46. デルタ航空（アメリカ・ジョージア州アトランタ）
47. リコー（テクノロジーセンター、神奈川県海老名市）
48. LEOC（東京都港区汐留汐留シティセンター）
49. 日本マイクロソフト（東京都港区港南（品川））
50. ストゥーラエンソ（フィンランド・ヘルシンキ）
51. エリクソン（スウェーデン・ルンド）
52. イッタラ（フィンランド・南スオミ州イッタラ）
53. ザ・ボディショップ（イギリスウェスト・サセックス州リトルハンプトン）

教えて! Mr.○○
日本のサラリーマンから寄せられた仕事や人間関係に関する質問を、各界の著名人が自身の経験から真剣に回答する。2005年に「教えて! Mr.ゴーン」として日産自動車社長カルロス・ゴーンが登場したのがはじまり。タイトルは以前NHKでも放映されていた海外のコメディ番組『Mr.ビーン』とゴーン社長の名前をかけているとみられる。
1. カルロス・ゴーン - 2005年8月〜2007年5月まで「教えて! Mr.ゴーン」を4回放送。質問を取り出すカプセルトイは2回目から登場、この企画の恒例となる。
2. ボビー・バレンタイン - 2007年9月18日にプロ野球・千葉ロッテマリーンズ監督による「教えて! Mr.バレンタイン」を放送。
3. ビリー・ブランクス - 娘のシェリーと「教えて! Mr.ビリー」を2007年年の瀬スペシャルに放送。
4. 野村克也・沙知代夫妻 - プロ野球・東北楽天ゴールデンイーグルス元監督と沙知代夫人（後半同席）による「教えて! Mr.ノムさん」を2009年年の瀬スペシャルに放送。

サラリーマン・遊びの流儀
NHK総合の番組『プロフェッショナル 仕事の流儀』のパロディ。普段はサラリーマンながら凄い趣味や隠し芸技を持つ人物を、ドキュメンタリータッチで取材（一般公募による）。第1回はルービックキューブ早解き、第2回はヨーヨーの達人、第3回はマジック名人でSeason1のみ放送された。趣味の紹介物として現在は後述の「no fun no life」に引き継がれている。
no fun no life
上述のサラリーマン・遊びの流儀とほぼ同じ趣旨のコーナー。プライベートとオフィスで違う顔を持つサラリーマンを紹介する。タイトルはタワーレコードのキャッチコピー "no music, no life" から来ていると推測される。各回の内容は以下のとおり。
1. ラリードライバーとして参戦するサラリーマン（2006年8月22日放送）
2. コルクでログハウスを作るバーテンダー（2006年9月12日放送）
3. 日比谷公園で鉄棒をするサラリーマン達（2006年9月19日放送）
4. マジックのタネを作るサラリーマン（2006年9月26日放送）
5. 静岡県・修善寺温泉の鉄道模型の宿に集う人々（2007年5月22日放送）
6. 南青山のロックバー（2007年6月12日放送）
7. 紙飛行機を飛ばす会（2007年7月10日放送）
8. 光が丘公園で木登りを楽しむ人々（2007年8月21日放送）。

はたらくおじさん
1960年代から1980年代にかけて放送されたNHK教育テレビの学校放送番組『はたらくおじさん』のリメイク。コーナーのオープニングにはかつてのテーマソング「はたらくおじさんこんにちは」も使われている。当番組のキャラクターの中から、猫柳くんと岩田くんのパペットが、様々な分野で活躍する専門的な知識や技術を持った社員を訪問、紹介する。男女の雇用機会の均等を旨とし、コーナー名にとらわれず「おばさん（第3回）」も紹介している（テーマ曲も歌詞の一部を「はたらくおばさん」に差し替えている）。サブタイトルは以下のとおり。
1. （哺乳瓶の）乳首を研究するおじさん（ピジョン）
2. チョウザメ課長（サンロック）
3. ホテルの筆耕係（ホテルオークラ東京）
4. 入浴剤開発者（ツムラ）
5. 氷の彫刻家（ニューオータニ東京）
6. 三次元カーナビを作るおじさん（ゼンリン）
7. （インナーイヤー型）ヘッドホンをつくるおじさん（ソニー）
8. 換気扇を作るおじさん（松下エコシステムズ）
9. マネキンにメイクするおじさん（吉忠マネキン）
10. お口のにおいと戦うおじさん（江崎グリコ）
11. はかりをはかるおじさん（社団法人東京都計量協会）
12. おでこ（鉄道車両の先頭部）をつくるおじさん（山下工業所）
13. （玩具のテストのために）遊んでいるおじさん（タカラトミー）
14. （電気マッサージ器の）気持ち良さを追求するおじさん（フジ医療器）
15. ワイシャツをつくるおじさん（CHOYA）
16. アウトドアグッズを作るおじさん（アシックス）
17. （シェーバーの開発に携わる）ミスターひげのおじさん（パナソニック電工）
18. トイレ（の便器）をつくるおじさん（TOTO）
19. 体のニオイと戦うおじさん（マンダム）

なお岩田君と猫柳君のデビューは単発企画第二弾の「元気が出る会議術」。キヤノン電子の立ち会議を紹介している（一時期、拡大版として日産自動車・日本オラクルの会議も取材した動画が番組ホームページで公開されていた）
本番組はハイビジョン制作でアスペクト比は16:9であるが、このコーナーのオープニングのみ4:3である（昔のオープニング映像を用いているため）。
サラリーマン夢探訪
タイトルは『渡辺篤史の建もの探訪』に掛けたもので、ナレーターにも渡辺篤史を起用している（建もの探訪と異なり、渡辺の顔出し出演はない）。サラリーマンの「ささやかな夢」を叶える品を紹介する。「はたらくおじさん」同様に日本のものづくりの姿勢や企業努力を垣間見られる企画。各回の内容は以下のとおり。
1. おしりのはみ出ない花見用巨大ブルーシート（萩原工業）
2. 通勤ラッシュとは無縁の一人乗りヘリコプター（ゲン・コーポレーション）
3. 海外出張ではあまり使われなくなった国際線のビジネスクラス（ANA）

大人の世界ふれあい街歩き
サラリーマンが仕事上よく耳にはするものの自分自身は訪れることの少ない場所を一人称の目線で訪問する。NHKの紀行番組「世界ふれあい街歩き」のパロディで、タイトル曲も村井秀清作曲の同番組テーマ曲を用いている。
1. 東京・赤坂の料亭
2. 東京証券取引所

## その他
スペシャル版では、コントと企画ものの中間的位置づけのコーナーが放送されることがある。
私とNEO
スペシャル企画の際に放送されるコーナー。「わたしとエヌイーオー」と読み、「あなたとNHK」をベースにしたものと推測される。中田有紀によるインタビュー形式で展開される。
2006年「Winter Xmas Special」では「クリスマス特別企画」として、水越伸（東京大学助教授）と、茂木健一郎（脳科学者）の2名が、番組についての批評を自らの学問を基にインタビュー形式で語った。
2007年「年の瀬スペシャル」では坂本龍一（ミュージシャン）に「NEO(ネオ)とECO」と題したインタビューが行われ、「NEO」については語ったが、後半部「ECO」については語らず、ピアノを弄んだりするだけなどのコント仕立てとされていた。
2008年「三谷幸喜スペシャル」では、三谷幸喜（脚本家）を迎えた対談が行われたが、三谷が自ら監督した映画「ザ・マジックアワー」について語ろうとするところで、中田が咳払いをしたり奇声を上げたりして三谷の発言の邪魔をしてしまう。NHKでは公開直前の映画の積極的な宣伝が難しい ことを逆手に取ったコント仕立てとなっていた。
2010年「100回記念スペシャル」（2010年8月26日・9月2日放送分）ではゲストに美輪明宏を迎え、8月26日放送分では彼が『夢であいましょう』（1963年12月7日放送分）に出演した時の映像を流し、その後のアイキャッチにも登場している。
サラリンピック
4年に1度のサラリーマンたちの祭典「サラリンピック」（オリンピックのパロディ）の模様を中継するという設定の架空実況中継。実際に夏季オリンピックが開催される年の特別企画として放送されている。
2008年はSeason3のサマースペシャルで放送された。実際の陸上競技場（東京都八王子市・富士森公園陸上競技場）を用い、NHKスポーツ担当アナウンサー（廣田直敬）による実況を交え、カメラワークも本物のオリンピック中継と遜色ない本格的な撮影が行われた。放送中で実施された「競技」は男子200メートル通勤障害 決勝と男子くし投げ（焼き鳥用）決勝。
2012年は特番「GOLD」内で放送された。西葛西で開催されたとの設定で（2008年の時点で既に言及されていた）、「男子腹踊り重量挙げ」の模様を放送した。
新しいネクタイの作り方講座
Season2、Season3で放送された、ネクタイの変わった結び方を紹介するコーナー。赤いネクタイをバラの花の形のように結ぶ「バラ結び」や、ネクタイをアラビア数字の「4」の形に結び上司に希望退社時刻（4時）と早く帰りたい気持ちを伝える「4時結び」などが過去に紹介された。どれも日常のファッションには取り入れにくいものばかりだが、放送では一部の結び方を、オフィシャルサイトでは放送で取り上げられたすべての結び方を紹介している。
同窓会
Season3ウィンタースペシャルで放送された、この回のメインコント。「さっきから親しげに話しかけられてはいるけど、その人が誰なのかどうしても思い出せない男」（沢村）や「高校時代の淡い恋の思い出から未だにミュージシャンを続けている男」（田口）など、高校の同窓会に在りがちな参加者達の様々な人間模様を描いたコント。ゲストに担任教師役の松坂慶子が出演した。
いっしょに、紅白
Season3ウィンタースペシャルで放送された、第59回NHK紅白歌合戦の60秒CM。帰省しなかった息子（中村靖日）と母親との交流を描く「帰省」編、旅行会社で残業する父親（入江雅人）を訪ねる妻（堀内敬子）と娘を描く「残業」編、大晦日に両親（平泉成、宮崎美子）の元から独立しようとする息子（池田鉄洋）を描く「自立」編と、いずれも家族愛をモチーフとしながらも最後に何らかのオチがつくミニドラマ仕立ての構成になっている。
3バージョンとも紅白応援隊をつとめる沢村一樹が「セクスィー部長」のメイクで登場するが、配達人や警備員など、事実上カメオ出演となっている。また、BGMには当日の紅白歌合戦に出演する歌手の曲が用いられている。
なお、3バージョンとも番組内のみならず一般のスポットCMとしてもNHKのテレビ各波で多数放送されたほか、NHKの紅白歌合戦公式サイトでも動画で公開された。
NEOドキュメント
Season4ウィンタースペシャルで放送された、CBSドキュメント（TBSテレビ）のパロディー企画。本家・CBSドキュメントでもキャスターを勤めるピーター・バラカンが出演し、CBSドキュメントの雰囲気をそっくり再現した。
内容は西宮神社「十日戎」においての「福男」を模した「ボーナス男」を題材にしたドキュメント。ナレーションもTBS元アナウンサーの宮内鎮雄（定年退社後も事実上TBS専属であったため、他局出演は珍しかった）が務めた。

## オープニングとエンディング
オープニング（単発第2回〜Season 1 DVD未収録）
深夜、オフィスのロビーで警備員（宝田明）がラジオから流れてくる音楽に合わせ踊りだす。ロビーのソファーでうなだれているサラリーマンに近づき、「どう、踊ってみない?」と一言。番組タイトルが表示され、思わず「は、はい…。」と返すサラリーマンの声。テーマソングは「Weapon of Choice」（ファットボーイ・スリム）で、オープニングはこの曲のPV（クリストファー・ウォーケンが踊りまくる）をモチーフとしているところもある。ロケ場所は東京・渋谷のNHK放送センターの正面入口。
オープニング（Season 2 DVD未収録）
車から降りてきたサラリーマン（輪派絵師団）が壁に付けられた一枚の板に円グラフ、棒グラフ、電車、ノートパソコン…と、サラリーマンに関係のあるものを描き重ねていき、白ペンキをかけ、1本の樹とオウム、シマウマなど複数の動物を描きその上に番組ロゴを描いていく（描きあげていく過程を数倍速して再生したものを使用）。テーマソングは「Slash Dot Dash」（ファットボーイ・スリム）。
第8回以降最初にコント（「NEO EXPRESS」か「サラリーマン百景」が多い）などを放送して、その後短縮版のオープニングが流れるようになっている。
オープニング（Season 3 DVD未収録）
様々な既存のテレビゲームを題材にしたサラリーマンをキャラクターとして扱う映像が繰り広げられ、最後に番組のタイトルが表示される。製作は青木純。テーマソングは「The Rockafeller Skank」（ファットボーイ・スリム）。
オープニング（Season 4）
前作までとは大きく異なり、インストゥルメンタル をバックに番組ロゴと出演者のモノクロのスチル写真が次々と組み合わさるという、ドラマのオープニング風の雰囲気を醸し出す。終盤に、Season4のテーマとなっている "STAY HUNGRY. STAY FOOLISH."  の文字が現れる。
オープニング（Season 5）
肌着のお腹に「SEASON 5」と書かれた赤ちゃんの登場に始まり、赤ちゃんが成長し少年時代から学生を経て、結婚、サラリーマンの電車通勤、中年の飲み屋帰り、老人へと経年変化が進み、最後に老人が倒れ、そこから抜け出た幽霊が笑顔でテープを切りゴールインしたところでNEOのタイトルロゴへ至るアニメーションとなっている。製作はSeason 3以来の青木純。今回はオリジナルではなく、青木が2003年に製作したFLASHアニメーション「走れ!」 をブラッシュアップしたものが使われている。曲はジャック・オッフェンバックのオペレッタ「天国と地獄」より。
オープニング（Season 6）
前脚の上にミカンを載せられた2匹のネコの動画 をバックに、画面下部に出演者のテロップと顔の切り抜きが現れる。曲は郷ひろみ『笑顔にカンパイ!』（作詞・作曲:布袋寅泰）。
Season 6最終回の「コントを読む」で、スタッフの親族がCGではないかと疑っていることが明らかにされたが、ネコにみかんを載せるシーンから放映され実写動画であることを証明していた。
エンディング
ウルフルズの「ええねん」をBGMに、スタッフロールと共に、一般の人などが（右下に「ええねん」と書いてある）ボードをメッセージで埋めてそれを持ち、その人達の様々な「ええねん」を映している。内容は願いや夢、趣味などが書かれていることが多い。
国内オフィス街でのロケ収録が基本となるが、「はたらくおじさん」などで国内企業を取り上げた際には、取材先の企業・グループのメンバーのメッセージが放送される。最終回及びその直近の回では番組の主要な出演者によるメッセージが放送される。「世界の社食から」で海外企業を取り上げた際は取材先企業やその周辺での収録が大半で、メッセージもその国の通用語で書かれることが多い（特異な例として「世界の社食から」37回アマリン出版の回のええねんは泰日工業大学であったため、ほとんどが達筆なかな・漢字であった）。ちなみにキヤノンの放送回では同社会長で当時経団連会長であった御手洗冨士夫も出演した。